# Giorgio Favaro
Giorgio Favaro (San Giorgio in Bosco, 5 gennaio 1944 – Mornago, 8 dicembre 2002) è stato un ciclista su strada italiano.
Professionista dal 1966 al 1975, conta tre vittorie da professionista.

## Palmarès
- 1966 (dilettanti)

9ª tappa Tour de l'Avenir (Ugine > Saint-Étienne)
- 1968 (Filotex, una vittoria)

4ª tappa Tirreno-Adriatico (San Benedetto del Tronto > San Benedetto del Tronto)
- 1969 (Filotex, una vittoria)

Giro di Toscana
- 1972 (Ferretti, una vittoria)

4ª tappa Tour de Romandie (Neuchâtel > Ginevra)

### Altri successi
- 1966 (dilettanti)

1ª tappa, 1ª semitappa Tour de l'Avenir (Albi, cronosquadre)
Classifica scalatori Tour de l'Avenir

## Piazzamenti

### Grandi giri
- Giro d'Italia

1967: 57º
1968: ritirato
1969: 76º
1970: ritirato
1971: 71º
1972: ritirato
1973: 87º
1974: 83º
1975: 57º

### Classiche monumento
- Milano-Sanremo

1968: 99º
1972: 88º
1973: 78º